# Zielona Przełęcz
Zielona Przełęcz (słow. Sedlo nad Zeleným, niem. Sattel über dem Grünensee, węg. Zöldtavi nyereg) – przełęcz położona na wysokości 2035 m n.p.m. (według wcześniejszego pomiaru 2038 m) w słowackich Tatrach Wysokich, w bocznej grani odchodzącej od Małego Jaworowego Szczytu. Znajduje się w grupie Jaworowych Wierchów, pomiędzy Zielonym Wierchem Jaworowym a Zieloną Czubą. Jest to szeroka, trawiasta przełęcz wcinająca się w Jaworową Grań. Dla taterników stanowi dogodny dostęp do tej grani. Nie przechodzą przez nią żadne znakowane szlaki turystyczne, więc nie jest dostępna dla zwykłych turystów.
Niegdyś dla podhalańskich i spiskich myśliwych stanowiła dogodne przejście pomiędzy Doliną Zieloną Jaworową a doliną Rówienki.

## Nazewnictwo
Zielona Przełęcz nazywana była dawniej Przełęczą pod Zieloną, nazwa ta pochodziła od dawnej nazwy Zielonej Czuby – Zielona. Obecna polska nazwa także pochodzi od Zielonej Czuby, pod którą Zielona Przełęcz się znajduje. Nazwy niemiecka i węgierska pochodzą natomiast od Zielonego Stawu Jaworowego.

## Historia
Pierwsze wejścia turystyczne:
- Karol Englisch i Adolf Kamiński, 1 sierpnia 1902 r. – letnie,
- Jadwiga Pierzchalanka i Jerzy Pierzchała, 24 marca 1936 r. – zimowe.